# Antai-ji

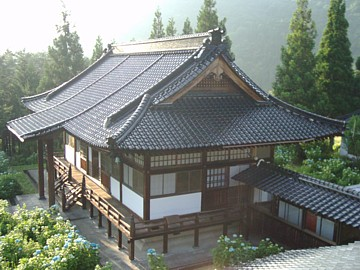
Meditationshalle

Der Antaiji (jap. 安泰寺) ist ein zen-buddhistischer Tempel in Japan.
Er liegt nordwestlich von Kyōto und nördlich von Kōbe in der Präfektur Hyōgo im Bereich der Gemeinde Shin’onsen auf einem schwer zugänglichen Hochplateau, umgeben von dichten Kiefernwäldern. In den Wintermonaten ist Antaiji aufgrund starken Schneefalls meist nicht zugänglich. Der Tempel ist autark und versorgt sich selbst durch Reis- und Gemüseanbau.
Der Tempel wurde 1921 im Norden von Kyōto gegründet und zog 1976 an den heutigen Ort.

## Gründung in Kyoto
Antaiji wurde 1923 von Oka Sotan als Kloster für das Studium des Shōbōgenzō, dem Hauptwerk des japanischen Zen-Meisters Dōgen, gegründet. Es befand sich damals im Norden Kyōtos und viele Gelehrte kamen zum Studium hierher.
Während des Zweiten Weltkriegs (1939–1945) wurde der Tempel jedoch aufgegeben und blieb bis 1949 unbewohnt. Zu diesem Zeitpunkt ließ sich Kodo Sawaki (1880–1965) mit seinem Schüler Kōshō Uchiyama (1912–1998) dem sechsten Abt dort nieder und die beiden machten Antaiji zu einem Ort, der der reinen Zazen-Praxis gewidmet ist. Seitdem widmen sich die Mönche und Nonnen von Antaiji ausschließlich der Zazen-Praxis und dem Betteln im Geist und in der Form der buddhistischen Mönchstradition, und der Ruhm des Tempels hat sich nicht nur in Japan, sondern auch im Ausland verbreitet und viele japanische und westliche Praktizierende angezogen. In den späten 60er Jahren erlangte der Name dieses kleinen Tempels allmählich eine zunehmende internationale Bekanntheit.

## Umzug nach Hyōgo
Die zunehmende Bekanntheit des Tempels in Kyōto zog viele Besucher an, hinzu kam der Bau mehrerer Wohnhäuser in der Umgebung des Tempels. All dies erschwerte das Praktizieren von Zazen am Standort Kyoto. Kosho Uchiyamas Nachfolger und siebter Abt, Koho Watanabe (1942–2016), beschloss daher, Antaiji an seinen heutigen Standort in der Nähe eines Nationalparks an der Küste des Japanischen Meeres zu verlegen. Zusammen mit der Ruhe der Berge suchte er nach einem neuen Lebensstil, der das Zen zu seinen chinesischen Wurzeln der Selbstversorgung zurückführen sollte.
Im Antaiji wird Sōtō-Zen praktiziert. Unterkunft und Verpflegung sind prinzipiell kostenlos, es wird aber um eine angemessene Spende gebeten. Wer sich im Kloster aufhält, muss sich in den sehr harten und anstrengenden Tagesablauf integrieren und beispielsweise mithelfen, die Felder zu bewirtschaften, Holz zu hacken und zu putzen. Der Tag beginnt morgens um 4 Uhr und endet abends um 21 Uhr. Jeden Monat finden intensive mehrtägige Sesshin mit etwa 15 Stunden Meditation am Tag statt.
Der neunte Abt von Antaiji Muhō Nölke (* 1968) wurde als Olaf Nölke in Berlin geboren. In sein Amt wurde er 2002 nach dem Tod seines Meisters und Vorgängers Shinyu Miyaura berufen, das er bis zum Jahr 2020 durchgehend ausübte.
Im Jahr 2016 entstand in Antaiji der Film Zen for Nothing von Werner Penzel, der die Schweizer Schauspielerin Sabine Timoteo bei ihrem Aufenthalt im Kloster begleitet.

## Wirkung von Antaiji auf den Westen
Die auf dem Antaiji gründende Überlieferungslinie des Japanischen Zen-Meisters Kōdō Sawaki (1880–1965) ist im Westen weit verbreitet. Sawakis Schüler und Nachfolger als Abt Kōshō Uchiyama war der Lehrer von Shōhaku Okumura (奥村 正博, *1948), der die Sanshin-Zen-Gemeinschaft in Bloomington, Indiana, gründete, und sein Schüler Gudō Wafu Nishijima (1919–2014) war der Lehrer von Brad Warner (* 1964) einem US-amerikanischen Zen-Meister und Autor. Okumura war von 1997 bis 2010 auch Direktor des Sōtō Zen Buddhism International Center in San Francisco, Kalifornien, das ein Verwaltungsbüro der Sōtō-Schule in Japan ist.
François-Albert Viallet (1908–1977) Schüler des Zen-Meisters Taisen Deshimaru und von Kosho Uchiyama dem fünften Abt, erhielt die Mönchsweihe in Antaiji, lebte dort, kehrte danach nach Europa zurück wo er Vorträge hielt, Kurse zur Verbreitung des Soto-Zen in Frankreich, Italien, der Schweiz und vor allem in Deutschland gab und somit zur Verbreitung des Zen in diesen Länder beitrug. In Deutschland gründete und leitete er das Zendo Frankfurt am Main.
Muhō Nölke (* 1968), der neunte und erster deutscher Abt von Antaiji. ist ein Zenmeister, Autor und Übersetzer, der zwischen 2002 und 2020 dem Kloster vorstand. In Deutschland ist er auch durch seine Übersetzungen der Werke Sawaki Kōdōs bekannt, dessen Traditionslinie er in Japan als Stammhalter vertritt. Muhō ist Autor von rund zwanzig Büchern in Deutsch und Japanisch, ist im Radio und Fernsehen sowie im Internet sehr präsent (Blog, YouTube, Twitter …) und leitet zunehmend Sesshins in Deutschland und der Schweiz.
Außerhalb Japans, vor allem in Deutschland und der Schweiz, erlangte das Kloster 2016 Bekanntheit, durch den 105-minütigen Dokumentarfilm Zen for Nothing, in dem das Leben im Kloster von Herbst 2014 bis Frühjahr 2015 dokumentiert wurde.

## Die Äbte von Antaiji

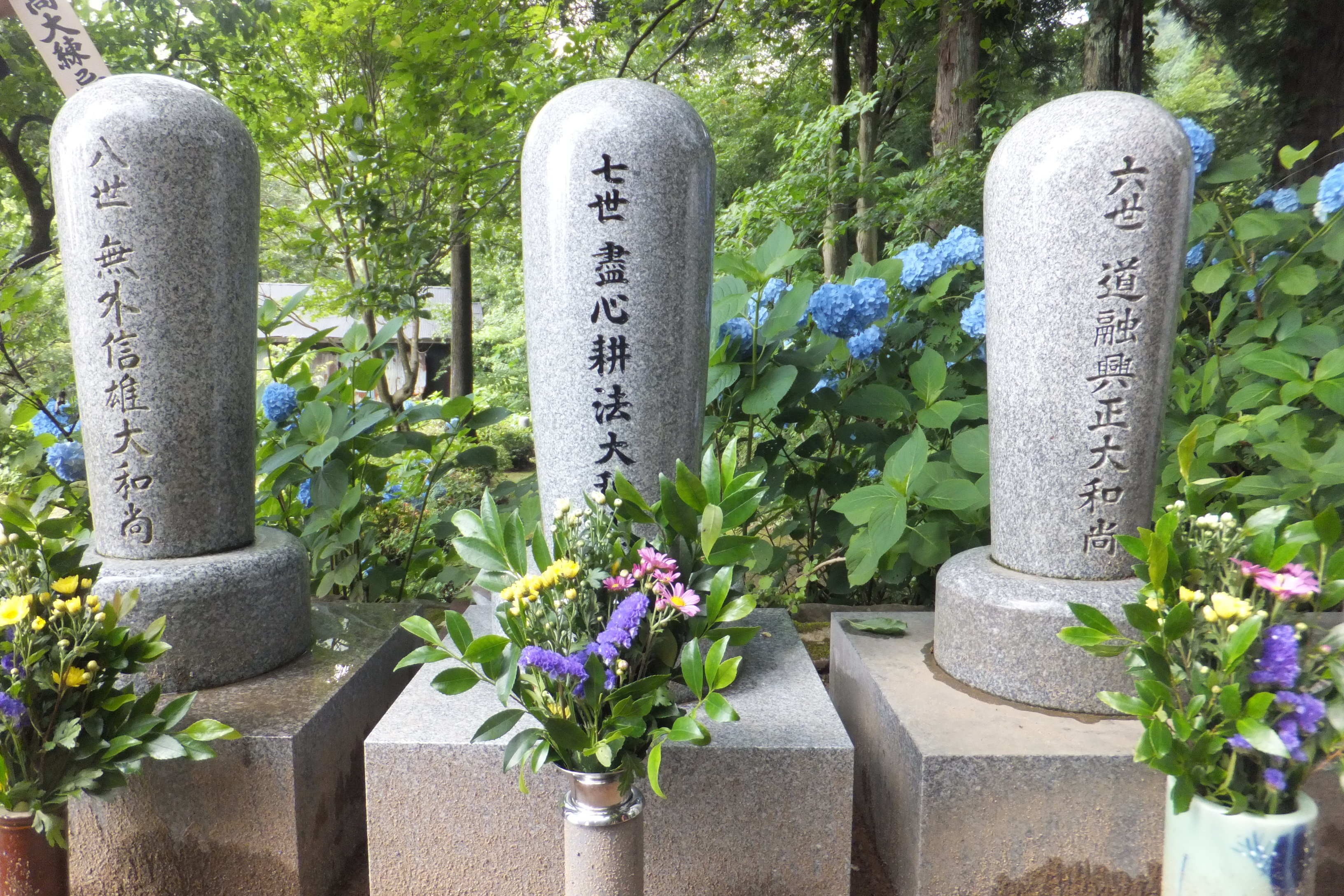
Grab von Watanabe in der Mitte, das von Uchiyama rechts und das von Miyaura links.

- Grab von Watanabe in der Mitte, das von Uchiyama rechts und das von Miyaura links.Gründungsabt: Oka Sōtan
- Zweiter Abt: Odagaki Zuirin
- Dritter Abt: Kishizawa Ian
- Vierter Abt: Etō Sokuō
- Fünfter Abt: Sawaki Kōdō
- Sechster Abt: Uchiyama Kōshō
- Siebter Abt: Watanabe Kōhō
- Achter Abt: Miyaura Shinyū
- Neunter Abt: Muhō Nölke
- Zehnte Äbtissin: Nakamura Ekō[7]

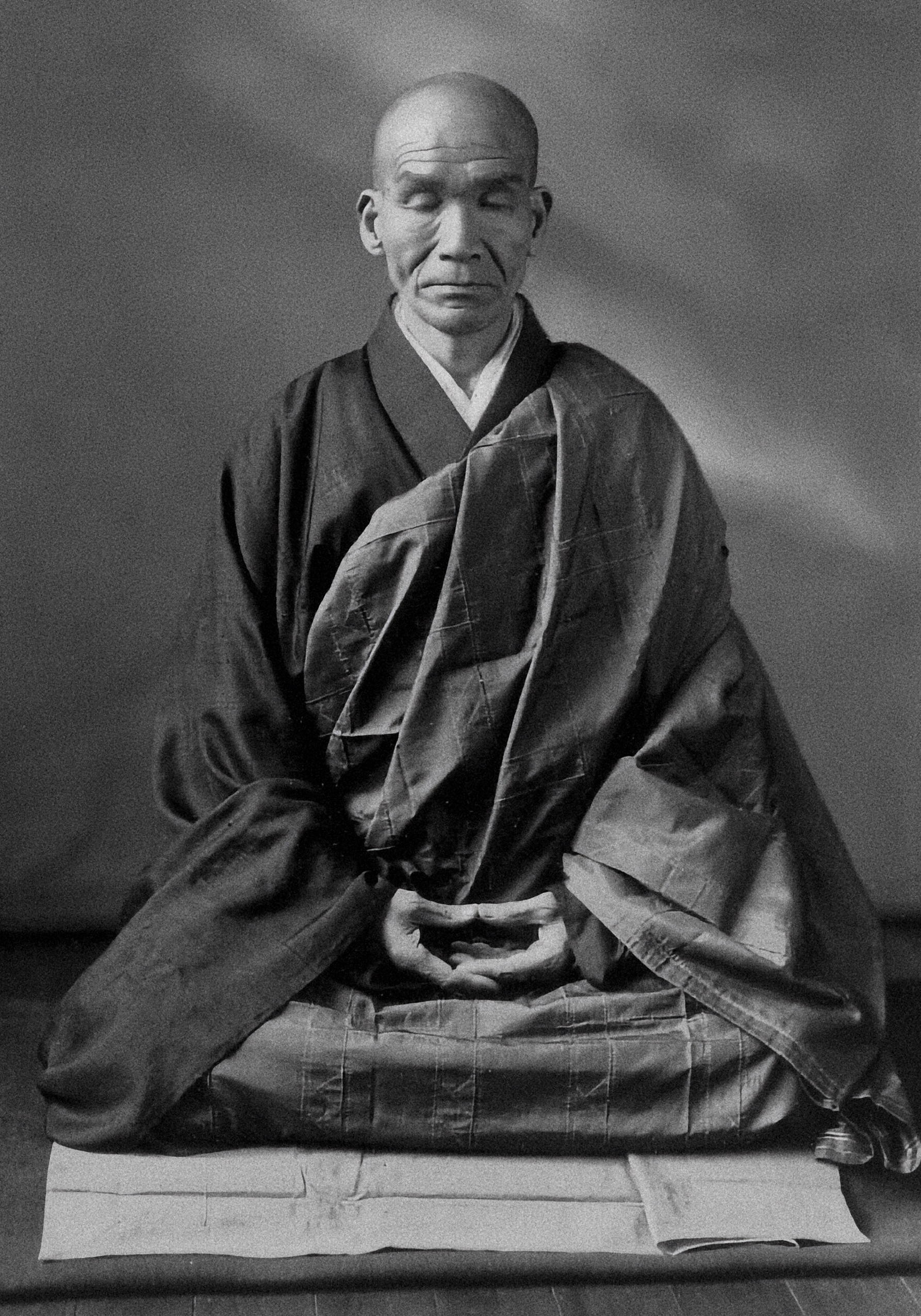
Fünfter Abt: Sawaki Kodo
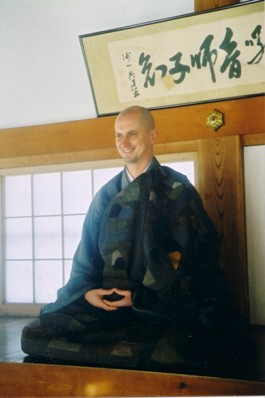
Neunter Abt: Muhō Nölke (2009)

### Fünfter Abt
- Kōdō Sawaki: Tag für Tag ein guter Tag. Angkor 2008. ISBN 978-3-936018-57-8
- Kōdō Sawaki: An dich. Zen-Sprüche. Angkor 2005. ISBN 978-3-936018-40-0
- Kōdō Sawaki: Zen ist die größte Lüge aller Zeiten. Angkor 2005. ISBN 978-3-936018-30-1

### Sechster Abt
- Kōshō Uchiyama: Das Leben meistern durch Zazen. Angkor 2008. ISBN 978-3-936018-56-1
- Kōshō Uchiyama: Zen für Küche und Leben. Angkor 2007. ISBN 978-3-936018-55-4
- Kōshō Uchiyama: Die Zen-Lehre des Landstreichers Kodo. Angkor 2007, übersetzt von Guido Keller und Muhō. ISBN 978-3-936018-51-6

### Neunter Abt
- Abt Muhō: Zazen oder der Weg zum Glück. Rowohlt 2007, ISBN 3-499-62203-3.
- Abt Muhō: Ein Regentropfen kehrt ins Meer zurück. Berlin-Verlag, 2016, ISBN 978-3-8270-1338-5.
- Muhō Nölke: Futter für Pferd und Esel: Das Dôgen-Lesebuch. Angkor-Verlag, 2018, ISBN 978-3-943839-63-0.
- Abt Muhō: Das Meer weist keinen Fluss zurück. Berlin-Verlag, 2018, ISBN 978-3-8270-1380-4.
- Abt Muhō: Der Mond leuchtet in jeder Pfütze. Berlin-Verlag, 2020, ISBN 978-3-8270-1392-7.